# Kâmpôt (prowincja)
Kâmpôt (khm. ខេត្តកំពត) – prowincja w południowej Kambodży. W 1998 roku zamieszkana przez 528 405 osób. Dziesięć lat później miała już prawie 586 tysięcy mieszkańców.
Prowincja podzielona jest na 8 dystryktów:
- Ângkôr Chey
- Bântéay Méas
- Chhuk
- Chŭm Kiri
- Dâng Tông
- Kâmpóng Trach
- Kâmpôt
- Kampong Bay